# Yves et Martin
Yves et Martin était un duo comique québécois formé par Martin Drainville et Yves P. Pelletier. Leur collaboration a duré de 1998 à 2000, période au cours de laquelle ils ont créé un spectacle et enregistré un album musical.

## Historique
Yves P. Pelletier et Martin Drainville se rencontrent pour la première fois sur le plateau de l'émission L'enfer c'est nous autres au mois de juillet 1995,. Pelletier était chroniqueur et devait interviewer Drainville, alors porte-parole des 100 ans du cinéma en collaboration avec le Centre ONF Montréal,. En travaillant ensemble, ils constatent rapidement que leur collaboration est fructueuse et qu'ils ont une excellente chimie. Ils décident alors qu'un jour, ils vont travailler ensemble.
Le 4 juin 1998, Drainville et Pelletier convoquent la presse québécoise pour annoncer qu'ils sont en train d'écrire un spectacle humoristique,. Ils révèlent également leur intention de partir en tournée au printemps 1999 avec ce spectacle, produit par l'Équipe Spectra et le gérant d'artiste Jacques K. Primeau. Le duo affirme que si le spectacle était un succès, il pourrait y avoir d'autres projets qui vont en découler. L'écriture du spectacle prendra un an et demi.
Le 3 février 1999, ils annoncent que la tournée débutera le 5 mai au Spectrum de Montréal. Le spectacle portera le nom du groupe, Yves et Martin et sera mis en scène par Louis Saia. René Brisebois, auteur humoristique, contribuera à la scénarisation des sketches. Le lendemain, lors de leur apparition à l'émission Le Point J, ils annoncent des représentations supplémentaires de leur spectacle à Montréal,.
En avril 1999, Yves P. Pelletier annonce lors d'une entrevue que le spectacle a été rodé dans un coin reculé du Québec et que la réaction des gens avait été positive. Pelletier révèle également que la production d'un album musical était en cours.
En 11 mai 1999, Yves et Martin lancent leur album intitulé La danse à deux,. Le disque est composé de 10 chansons humoristiques, dont la plupart des textes sont signés par Yves P. Pelletier. Pour la musique, le duo fait appel à plusieurs musiciens de renom, tels que Dan Georgesco, Jean-Pierre Brie, Jean-Pierre Isaac, François Pérusse et Patrick Bourgeois,.
En novembre 1999, le duo présente un numéro humoristique lors du 21e gala de l'ADISQ, en plus d'être en nomination dans la catégorie « Spectacle d'humour ». Ils perdront au profit de Pierre Légaré.
En février 2000, le duo est en nomination au Gala Les Oliviers dans la catégorie « Spectacle d'humour variétés/performance ». Ils perdent à nouveau, cette fois-ci au profit d'Arturo Brachetti.
En novembre 2000, ils sont de nouveau en nomination au 22e gala de l'ADISQ, cette fois-ci dans la catégorie « Album humour ». C'est le duo humoristique Crampe en Masse avec son album Roule-toi par terre! qui remporte les honneurs.
Le groupe Yves et Martin met fin à leur tournée le 11 novembre 2000, au Spectrum. C'est à l'issue de cette-dernière que le duo se dissout.

## Discographie

### La danse à deux (1999)
Singles
1. T'es un homme, bonhomme
Sortie : 1999

#### Lancement
Le lancement de l'album La danse à deux a eu lieu le 11 mai 1999, alors que le duo était en tournée au Capitole de Québec. Pour célébrer l'événement de manière originale, ils ont lancé physiquement une copie de leur album depuis le toit de la salle de spectacle. Deux semaines auparavant, le 1er mai 1999, Yves et Martin lance leur premier single, T'es un homme bonhomme, sur toutes les radios du Québec. La chanson atteint la 16ème place du palmarès et restera dans le classement pendant 11 semaines.

#### Liste des titres
| No  | Titre                      | Durée |
| --- | -------------------------- | ----- |
| 1.  | T'es un homme, bonhomme    | 3:26  |
| 2.  | Tous uniques               | 4:00  |
| 3.  | Écoute mon massage         | 4:31  |
| 4.  | C'est bien salsa           | 3:15  |
| 5.  | Ti-Lard of the Dance       | 3:27  |
| 6.  | Oh Lord!                   | 3:44  |
| 7.  | Disco boute                | 3:11  |
| 8.  | Nous deux ensemble         | 4:42  |
| 9.  | Qu'est c'est ça le techno? | 3:58  |
| 10. | Apprends tes bruits        | 3:05  |

#### Réception critique
L'album reçoit un accueil critique mitigé. Bien que certains critiques apprécient l'humour corrosif du duo, d'autres ont noté une simplicité dans les textes.

« Pas besoin de faire un dessin, c'est vraiment très drôle! Il faut cependant avoir une attention sans faille pour bien saisir toutes les subtilités des paroles qui défilent souvent à une vitesse vertigineuse. [...] La danse à deux ne passera certainement pas à l'histoire parce que l'humour sur disque est bien éphémère mais on retrouve un certain plaisir à réécouter les chansons plusieurs fois pour en saisir tout le sens. »

— Éric Langevin, Le Nouvelliste

« Le résultat, très léché, se distingue par ses titres parodiques (Ti-Lard of the Dance, C'est bien salsa) aussi bien que par la qualité de ses arrangements [...] C'est tellement bien fait que ça sent le Félix à plein nez. »

— Michel Defoy, Le Droit

Le journal Le Devoir lui attribuera la note de 2 étoiles sur 5.

## Carrière

### Spectacle
- 1999 : Yves et Martin

### Vidéoclips
- 1999 : T'es un homme, bonhomme
- 1999 : C'est bien salsa

## Nominations

### Gala de l'ADISQ
- 1999 : « Spectacle d'humour » (nomination)
- 2000 : « Album humour » (nomination)

### Gala Les Olivier
- 2000 : « Spectacle d'humour variétés/performance » (nomination)